# Gallirallus owstoni
El rascón de Guam (Hypotaenidia owstoni   sin.:  Gallirallus owstoni) (nombre Chamorro: ko'ko') es una especie de ave no voladora de la familia Rallidae.

## Descripción
El rascón de Guam es una especie endémica no voladora, nativa de la isla de Guam.  Es un rascón de porte mediano que mide unos  28 cm de largo. Su cuerpo es alargado y comprimido en sentido lateral, particularmente en el cuello y zonas del pecho, lo cual le permite desplazarse rápidamente en zonas de vegetación espesa. Los machos son algo más grandes que las hembras. Ambos sexos son de color parecido, la cabeza y dorso son marrones.  Posee una franja gris en el ojo y garganta y un pecho negruzco con listones blancos.  Sus patas y pico son marrón oscuro. Si bien su dieta es mixta, prefiere a los animales por sobre las sustancias vegetales.

## Estado de conservación
Hasta la década de los 70, el rascón de Guam vivía en su hábitat natural, la Isla de Guam. No obstante, la introducción en los años 40, de manera accidental, de las serpientes arbóreas marrones, uno de sus principales depredadores, provocó que se le considerara como extinto, al contar con poco más de 20 ejemplares fuera de cautividad, por la Unión Internacional para la Conservación de la Naturaleza.
En la actualidad, la especie es criada en cautividad por la División de Recursos Naturales y Acuáticos de Guam y en algunos zoológicos en Estados Unidos y ha sido introducida a la naturaleza, a través de 200 ejemplares en la vecina Isla de Rota, que no cuenta con presencia de su temido enemigo reptil.

## Distribución
Originalmente es una especie endémica del territorio de Guam. El rascón de Guam desapareció del sur de Guam a comienzos de la década de 1970 y fue extirpada de toda la isla a fines de la década de 1980. En la primera fase de introducción en los años 90, se reintrodujo un pequeño grupo de rascones en dicha isla, pero la cosa no salió tan bien como se pensaba, pues, a pesar de la ausencia de serpientes, las aves sufrieron muchas bajas a causa de atropellos y ataques de gatos salvajes.
Debido a esto y tras un estudio exhaustivo de estas aves y su forma de apareamiento, se ha logrado una población estable de unos 200 ejemplares en la Isla de Rota y de unos 60-80 ejemplares en la vecina Isla de Cocos, lo que supone a día de hoy, que hay más rascones en libertad que en cautividad.